# Judith (Schiff, 1559)
Die Judith war ein frühneuzeitliches Segelschiff unter englischer Flagge. Der Schiffstyp wird als Pinassschiff oder Barke angegeben. Der Fockmast und Großmast waren jeweils mit zwei Rahsegeln ausgestattet, während der Besanmast ein Lateinersegel führte. Am Bugspriet konnte ein Bugsprietsegel gesetzt werden. Das Bugkastell schloss mit dem Schiffskörper ab und ragte nur vorne spitz und sich verjüngend über den Bugspriet hinaus. Die Bewaffnung bestand aus zwei Batteriedecks, die gegnerische Angriffe abwehren konnten und eigenen Angriffen Nachdruck verliehen. Das Heckkastell schloss zwei Decks höher als das Oberdeck ab.

## Geschichte
Der damals 20-jährige Francis Drake erhielt im Jahr 1567 das Kommando über die Galeone Judith. Unter dem Kommando von John Hawkins im Verband mit zwei weiteren Galeonen, der Minion und der Jesus of Lübeck, war er vor der Küste Westafrikas auf Beutefahrt, um in dortigen Dörfern die Einwohner gefangen zu nehmen und zu versklaven. Es gelang dem Konvoi einige Sklaven zu nehmen und diese nach San Juan de Ulúa zu verschiffen. Als die spanische Silberflotte zufällig den gleichen Hafen erreichte, kam es schließlich zu einem Feuergefecht, das nur die Minon und die Judith überstanden. Drake und Hawkins gelang mit beiden Schiffen die Flucht nach England.